# Giovanni Evangelisti
Giovanni Evangelisti (Rimini, Emilia-Romaña, Italia, 11 de septiembre de 1961) es un atleta italiano retirado, especializado en la prueba de salto de longitud en la que llegó a ser medallista de bronce olímpico en 1984.

## Carrera deportiva
En los JJ. OO. de Los Ángeles 1984 ganó la medalla de bronce en el salto de longitud, con un salto de 8.24 metros, tras el estadounidense Carl Lewis (oro con 8.54 m) y el australiano Gary Honey (plata con 8.24 metros).